# مدار ۱۴ درجه شمالی
مدار ۱۴ درجه شمالی، دایره‌ای از عرض جغرافیایی است که در ۱۴ درجهٔ شمالی خط استوا  قرار دارد.

## گذر از مناطق
از نصف‌النهار مبدأ شروع می‌شود و به سمت مشرق ۱۴ درجه شمالی از موارد زیر گذر می‌کند:
| مختصات‌ها                                             | کشور، قلمرو یا دریا | توضیحات |
| ---------------------------------------------------- | ------------------- | --- |
| ۱۴°۰′ شمالی ۰°۰′ شرقی / ۱۴٫۰۰۰°شمالی ۰٫۰۰۰°شرقی      | بورکینافاسو         | |
| ۱۴°۰′ شمالی ۰°۲۵′ شرقی / ۱۴٫۰۰۰°شمالی ۰٫۴۱۷°شرقی     | نیجر                | The border with چاد is in دریاچه چاد                                                                                                 |
| ۱۴°۰′ شمالی ۱۳°۳۴′ شرقی / ۱۴٫۰۰۰°شمالی ۱۳٫۵۶۷°شرقی   | چاد                 | |
| ۱۴°۰′ شمالی ۲۲°۱۹′ شرقی / ۱۴٫۰۰۰°شمالی ۲۲٫۳۱۷°شرقی   | سودان               | |
| ۱۴°۰′ شمالی ۳۶°۲۸′ شرقی / ۱۴٫۰۰۰°شمالی ۳۶٫۴۶۷°شرقی   | اتیوپی              | |
| ۱۴°۰′ شمالی ۴۰°۵۷′ شرقی / ۱۴٫۰۰۰°شمالی ۴۰٫۹۵۰°شرقی   | اریتره              | |
| ۱۴°۰′ شمالی ۴۱°۳۹′ شرقی / ۱۴٫۰۰۰°شمالی ۴۱٫۶۵۰°شرقی   | دریای سرخ           | |
| ۱۴°۰′ شمالی ۴۲°۴۱′ شرقی / ۱۴٫۰۰۰°شمالی ۴۲٫۶۸۳°شرقی   | یمن                 | Zuqar Island |
| ۱۴°۰′ شمالی ۴۲°۴۷′ شرقی / ۱۴٫۰۰۰°شمالی ۴۲٫۷۸۳°شرقی   | دریای سرخ           | |
| ۱۴°۰′ شمالی ۴۳°۹′ شرقی / ۱۴٫۰۰۰°شمالی ۴۳٫۱۵۰°شرقی    | یمن                 | |
| ۱۴°۰′ شمالی ۴۷°۵۴′ شرقی / ۱۴٫۰۰۰°شمالی ۴۷٫۹۰۰°شرقی   | اقیانوس هند         | دریای عرب |
| ۱۴°۰′ شمالی ۴۸°۱۰′ شرقی / ۱۴٫۰۰۰°شمالی ۴۸٫۱۶۷°شرقی   | یمن                 | |
| ۱۴°۰′ شمالی ۴۸°۲۸′ شرقی / ۱۴٫۰۰۰°شمالی ۴۸٫۴۶۷°شرقی   | اقیانوس هند         | دریای عرب |
| ۱۴°۰′ شمالی ۷۴°۳۰′ شرقی / ۱۴٫۰۰۰°شمالی ۷۴٫۵۰۰°شرقی   | هند                 | کارناتاکا آندرا پرادش Karnataka - for about 3 km Andhra Pradesh                                                                      |
| ۱۴°۰′ شمالی ۸۰°۹′ شرقی / ۱۴٫۰۰۰°شمالی ۸۰٫۱۵۰°شرقی    | اقیانوس هند         | خلیج بنگال |
| ۱۴°۰′ شمالی ۹۳°۱۳′ شرقی / ۱۴٫۰۰۰°شمالی ۹۳٫۲۱۷°شرقی   | میانمار (Burma)     | Little Coco Island |
| ۱۴°۰′ شمالی ۹۳°۱۴′ شرقی / ۱۴٫۰۰۰°شمالی ۹۳٫۲۳۳°شرقی   | اقیانوس هند         | دریای آندامان - passing just south of Great Coco Island, میانمار                                                                     |
| ۱۴°۰′ شمالی ۹۸°۳′ شرقی / ۱۴٫۰۰۰°شمالی ۹۸٫۰۵۰°شرقی    | میانمار (Burma)     | |
| ۱۴°۰′ شمالی ۹۹°۰′ شرقی / ۱۴٫۰۰۰°شمالی ۹۹٫۰۰۰°شرقی    | تایلند              | |
| ۱۴°۰′ شمالی ۱۰۲°۵۲′ شرقی / ۱۴٫۰۰۰°شمالی ۱۰۲٫۸۶۷°شرقی | کامبوج              | |
| ۱۴°۰′ شمالی ۱۰۵°۵۰′ شرقی / ۱۴٫۰۰۰°شمالی ۱۰۵٫۸۳۳°شرقی | لائوس               | |
| ۱۴°۰′ شمالی ۱۰۶°۸′ شرقی / ۱۴٫۰۰۰°شمالی ۱۰۶٫۱۳۳°شرقی  | کامبوج              | |
| ۱۴°۰′ شمالی ۱۰۷°۲۳′ شرقی / ۱۴٫۰۰۰°شمالی ۱۰۷٫۳۸۳°شرقی | ویتنام              | |
| ۱۴°۰′ شمالی ۱۰۹°۱۵′ شرقی / ۱۴٫۰۰۰°شمالی ۱۰۹٫۲۵۰°شرقی | دریای جنوبی چین     | Passing just north of Lubang Island, فیلیپین                                                                                         |
| ۱۴°۰′ شمالی ۱۲۰°۳۷′ شرقی / ۱۴٫۰۰۰°شمالی ۱۲۰٫۶۱۷°شرقی | فیلیپین             | Island of لوزون - passing through Taal Lake, and آتشفشان تال on an island in the lake                                                |
| ۱۴°۰′ شمالی ۱۲۱°۵۶′ شرقی / ۱۴٫۰۰۰°شمالی ۱۲۱٫۹۳۳°شرقی | Lamon Bay           | Passing by the southernmost tip of Alabat Island, فیلیپین                                                                            |
| ۱۴°۰′ شمالی ۱۲۲°۱۹′ شرقی / ۱۴٫۰۰۰°شمالی ۱۲۲٫۳۱۷°شرقی | فیلیپین             | Island of لوزون |
| ۱۴°۰′ شمالی ۱۲۳°۳′ شرقی / ۱۴٫۰۰۰°شمالی ۱۲۳٫۰۵۰°شرقی  | San Miguel Bay      | |
| ۱۴°۰′ شمالی ۱۲۳°۱۳′ شرقی / ۱۴٫۰۰۰°شمالی ۱۲۳٫۲۱۷°شرقی | فیلیپین             | Island of لوزون |
| ۱۴°۰′ شمالی ۱۲۳°۲۴′ شرقی / ۱۴٫۰۰۰°شمالی ۱۲۳٫۴۰۰°شرقی | اقیانوس آرام        | دریای فیلیپین |
| ۱۴°۰′ شمالی ۱۲۴°۷′ شرقی / ۱۴٫۰۰۰°شمالی ۱۲۴٫۱۱۷°شرقی  | فیلیپین             | Island of Catanduanes |
| ۱۴°۰′ شمالی ۱۲۴°۱۷′ شرقی / ۱۴٫۰۰۰°شمالی ۱۲۴٫۲۸۳°شرقی | اقیانوس آرام        | دریای فیلیپین · passing just south of Rota, جزایر ماریانای شمالی · and into an unnamed part of the ocean                             |
| ۱۴°۰′ شمالی ۹۱°۲۶′ غربی / ۱۴٫۰۰۰°شمالی ۹۱٫۴۳۳°غربی   | گواتمالا            | |
| ۱۴°۰′ شمالی ۸۹°۵۶′ غربی / ۱۴٫۰۰۰°شمالی ۸۹٫۹۳۳°غربی   | السالوادور          | |
| ۱۴°۰′ شمالی ۸۸°۳۵′ غربی / ۱۴٫۰۰۰°شمالی ۸۸٫۵۸۳°غربی   | هندوراس             | Passing just south of تگوسیگالپا |
| ۱۴°۰′ شمالی ۸۶°۸′ غربی / ۱۴٫۰۰۰°شمالی ۸۶٫۱۳۳°غربی    | نیکاراگوئه          | |
| ۱۴°۰′ شمالی ۸۶°۱′ غربی / ۱۴٫۰۰۰°شمالی ۸۶٫۰۱۷°غربی    | هندوراس             | |
| ۱۴°۰′ شمالی ۸۵°۴۰′ غربی / ۱۴٫۰۰۰°شمالی ۸۵٫۶۶۷°غربی   | نیکاراگوئه          | |
| ۱۴°۰′ شمالی ۸۳°۲۵′ غربی / ۱۴٫۰۰۰°شمالی ۸۳٫۴۱۷°غربی   | دریای کارائیب       | |
| ۱۴°۰′ شمالی ۶۱°۱′ غربی / ۱۴٫۰۰۰°شمالی ۶۱٫۰۱۷°غربی    | سنت لوسیا           | Passing just south of کاستریس |
| ۱۴°۰′ شمالی ۶۰°۵۳′ غربی / ۱۴٫۰۰۰°شمالی ۶۰٫۸۸۳°غربی   | اقیانوس اطلس        | |
| ۱۴°۰′ شمالی ۱۶°۴۷′ غربی / ۱۴٫۰۰۰°شمالی ۱۶٫۷۸۳°غربی   | سنگال               | |
| ۱۴°۰′ شمالی ۱۲°۱′ غربی / ۱۴٫۰۰۰°شمالی ۱۲٫۰۱۷°غربی    | مالی                | The territory east of ۱۴°۰′ شمالی ۳°۱۰′ غربی / ۱۴٫۰۰۰°شمالی ۳٫۱۶۷°غربی (approximate co-ordinates) has declared independence as ازواد |
| ۱۴°۰′ شمالی ۲°۵۱′ غربی / ۱۴٫۰۰۰°شمالی ۲٫۸۵۰°غربی     | بورکینافاسو         | |